# Puhdistus
Puhdistus (A Purga (título em Portugal) ou Expurgo (título no Brasil)) é um romance da escritora finlandesa Sofi Oksanen, publicado em 2008 pela editora WSOY.

## Assunto
O romance descreve o encontro de duas mulheres – uma idosa e uma jovem – na Estónia dos anos 90. Ambas foram massacradas no turbilhão da história, tanto na era revolucionária da Estónia soviética, como na era capitalista da Estónia independente. Duas trajetórias distintas mostram afinal  pontos de encontro inesperados. 